# Skånska Cement AB:s tegelbruk i Lomma
Skånska Cement AB:s tegelbruk i Lomma var ett svenskt tegelbruk, som grundades av F.H. Kockum[förklaring behövs] någon gång under åren 1858-1859 under namnet Kockums tegelbruk, och låg norr om Höje å i Lomma. Kockum köpte marken år 1858 och bruket förekom i taxeringslängden 1860. Det förekommer dock en uppgift att bruket startade redan 1854 F.H. Kockum var också ägare till Bjerreds Ångtegelbruk.
De första åren drevs bruket med arbetare från Lippe-Detmold i Tyskland. Bruket byggde en ringugn 1872, som togs i drift 1873 och då var det andra tegelbruket i Sverige med en sådan ugn. Den första fanns i Höganäs för produktion av eldfast tegel. Ringugnen gav 70% bränslebesparing i för hållande till de gamla periodiska ugnarna. Bruket införde ångdrift 1862 som det första tegelbruket i landet.  År 1871 blev Skånska Cement AB ägare till tegelbruket. År 1875 tillverkades 4,51 miljoner tegel. År 1890 var det Skånes största tegelbruk med en produktion av 10 miljoner murtegel.
År 1900 tillverkades 8,34 miljoner murtegel och 0,32 miljoner tegelrör. År 1905 anlades en linbana med vajerdrivna vagnar på räls. År 1937 och år 1939 tillverkade bruket 7 miljoner tegelstenar och 100.000 tegelrör. År 1938 hade tegelbruket två ringugnar. Bruket lades ner 1956. Många av brukets lergravar är igenfyllda och har använts som soptippar. En finns kvar, den så kallade fyrkantdammen.